# Andrés Cascioli
Andrés Luis Cascioli (Avellaneda, 15 de octubre de 1936 - Buenos Aires, 24 de junio de 2009) fue un humorista, dibujante y editor argentino, creador de revistas como Satiricón y Humor Registrado.

## Biografía

Cascioli en la década de 1970, frente a una caricatura del dictador Videla.

Sus inicios se dieron en el diseño publicitario y el dibujo de historietas. En 1972 creó la revista Satiricón junto a Oskar Blotta, mientras que en 1978 fundó la revista Humor y posteriormente la editorial Ediciones de la Urraca. En estos proyectos fue el habitual realizador de las tapas, con ilustraciones caricaturescas y satíricas que le dieron renombre.  
La editorial publicó otras revistas, entre ellas Superhumor, Fierro, Humi, El Periodista de Buenos Aires y El Péndulo, y también numerosos libros.
En 1996 armó el proyecto y equipo de trabajo para la edición argentina de la revista Rolling Stone, y editó sus primeros nueve números.  
A partir de 2006 se realizaron exposiciones con sus originales en Buenos Aires, Rosario, Mar del Plata, Río Gallegos y Chivilcoy.  
Fue autor de los libros La revista Humor y la dictadura; 30 años de humor político; La Argentina que ríe y Grafovida (obra de Luis José Medrano). 

### Distinciones
En 1982 recibió por Humor el premio a la Mejor Revista Satírica del Mundo, en Italia. Ese mismo año la Asociación de Dibujantes de la Argentina lo distinguió como caricaturista del año.
En 2012 la Fundación Konex le otorgó un Diploma al Mérito post mortem por su trayectoria como ilustrador.